# Abdelhamid Triki
Abdelhamid Triki (arabe : عبد الحميد التريكي), né le 27 juillet 1948 à Sfax, est un homme politique tunisien. Il est ministre de la Planification et de la Coopération internationale du 7 mars au 24 décembre 2011 au sein du gouvernement de Béji Caïd Essebsi.

## Biographie

### Famille et études
Abdelhamid Triki étudie à l'université de Tunis, où il obtient une licence de sciences économiques et un DES dans le même domaine.

### Carrière professionnelle
Il commence à travailler au ministère du Plan, en 1973, en tant que chef de service des relations avec l'extérieur, sous-directeur des études de la balance des paiements et directeur des projections financières. Au sein du même ministère, il est directeur général de la planification, entre 1992 et 1994. Il devient ensuite, à partir de 1994 et jusqu'en 2004, directeur général de la prévision au sein du ministère du Développement économique.
Il est aussi professeur à l'École nationale d'administration de Tunis depuis 1988. Entre 1995 et 2005, il est gouverneur suppléant de la Banque mondiale, membre du conseil d'administration de l'Institut arabe de planification et, à partir de 1996, membre du Conseil économique et social de Tunisie.

### Carrière politique
Il est secrétaire d'État chargé de la Coopération internationale et de l'Investissement extérieur entre 2007 et 2011. À la suite de la révolution de 2011, il devient ministre de la Planification et de la Coopération internationale dans le gouvernement de Béji Caïd Essebsi.

## Vie privée
Il est marié et père de quatre enfants.